# Блеген, Карл
Карл Вильям Бле́ген (англ. Carl William Blegen; 27 января 1887[…], Миннеаполис, Миннесота — 24 августа 1971[…], Афины) — американский археолог, получивший известность как исследователь (совместно с Константиносом Куруньотисом) древних городищ Пилоса (1939—1969, с перерывом) и Трои (1932—1938). Профессор классической археологии в Университете Цинциннати, Огайо (1927—1957). Автор трудов по древнейшей истории Греции. Членкор Британской академии (1949).

## Биография
Блеген родился в Миннеаполисе, штат Миннесота. Он был старшим из шести детей в семье норвежских иммигрантов Джона Х. Блегена (John H. Blegen; 1851—1928) и Анны Регин (Anna Regine; 1854—1925). Его родители эмигрировали из Лиллехаммера. Отец более 30 лет был профессором Аугсбургского колледжа в Миннеаполисе и играл центральную роль в деятельности Норвежской лютеранской церкви в Америке. Младший брат — известный историк Теодор К. Блеген. 
Карл Блеген в 1904 году получил степень бакалавра в Миннесотском университете и в 1907 году поступил в аспирантуру Йельского университета.
Ещё во время учёбы в аспирантуре, Карл Блеген отправился в Грецию, где был научным сотрудником Американской школы классических исследований в Афинах (1911—1913). В течение этого времени он работал на раскопках в Локриде, Коринфе и Кораку. Во время Первой мировой войны Блеген участвовал в работе по оказанию чрезвычайной помощи в Болгарии и Македонии, за что в 1919 году был удостоен государственной награды Греции.
После войны, в 1920 году, успешно защитил докторскую диссертацию в Йельском университете. После чего был помощником директора Американской школы в 1920—1926 годах. Во время своего пребывания в должности он проводил раскопки в Зигуриесе, Флиунте, Просимне и Имитосе. В течение тридцати лет, с 1927 по 1957 годы, Карл Блеген жил в штате Огайо, был профессором классической археологии в Университете Цинциннати. В 1932—1938 годах проводил раскопки в Трое на холме Гиссарлык, который уже несколько десятилетий, после раскопок Вильгельма Дёрпфельда, не привлекал внимания археологов. Весной 1939 году Блеген начал раскопки во Дворце Нестора в Пилосе, прерванные начавшейся войной и продолжившееся в 1952—1966 годах. Многие находки из этих раскопок хранятся в Археологическом музее Хоры. В 1957 году Блеген вышел на пенсию, однако продолжал заниматься исследованиями в Пилосе вплоть до 1964 года.
В 1952 году благодаря независимой проверке Блегена подтвердилась правильность дешифровки Линейного письма Б. При раскопках Пилоса в 1939 году Блеген открыл большое количество табличек с записями данным письмом, которые к тому времени ещё не были опубликованы. Когда Вентрис опубликовал предварительные результаты своей дешифровки, Блеген подставил предложенные Вентрисом значения знаков в открытые им таблички, в результате чего получились осмысленные тексты на греческом языке; чтение многих слов подтверждалось стоящими рядом идеограммами.

## Личная жизнь
Летом 1924 года Карл Блеген женился на своей коллеге Элизабет Денни Пирс (1888—1966), с которой он познакомился в американской школе классических исследований в Афинах. Он сделал ей предложение в 1923 году, но Пирс, сначала согласившись, затем разорвала помолвку, поскольку не хотела прекращать свои давние близкие отношения с археологом и историком Идой Таллон. Тогда у Блегена, Пирс и Берта Ходжа Хилла, который, по-видимому, испытывал к Блегену безответные романтические чувства, возник замысел, согласно которому Ходж Хилл и Таллон поженятся, и в одно время с ними сочтутся браком Пирс и Блеген, после чего все четверо станут жить вместе. Таллон согласилась, но при условии, что она и Пирс будут продолжать путешествовать и проводить время вместе вдали от своих мужей. Свои необычные отношения они называли «семья», «квартет» и «Pro Par» (сокр. от Professional Partnership — «Профессиональное партнёрство»). Всех членов «квартета» связывали тесные как личные, так и профессиональные отношения.

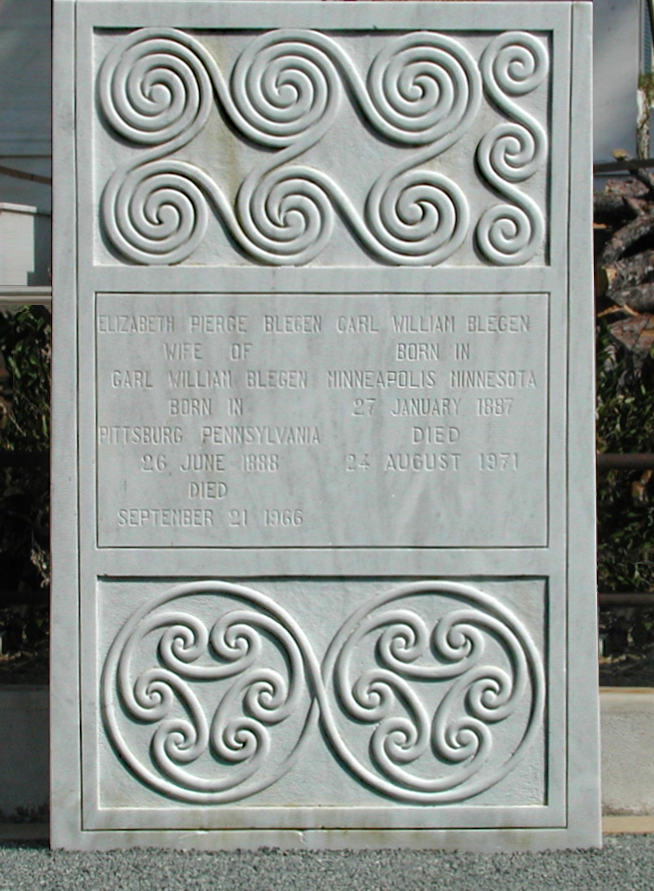
Могила Карла Блегена и Элизабет Денни Пирс Блеген на Первом кладбище в Афинах

Карл Блеген умер в Афинах 24 августа 1971 года в возрасте 84 лет. Он похоронен в протестантской части Первого афинского кладбища рядом с Элизабет Пирс Блеген. Недалеко от них в той же части кладбища погребены Берт Ходж Хилл и Ида Таллон.
Карл Блеген завещал большую коллекцию своих документов Американской школе классических исследований в Афинах.

## Награды
В 1951 году он получил почётные степени в Университете Осло и Университете Салоников. Почётный доктор литературы Оксфордского университета (1957) и Кембриджа (1963), почётный доктор права Университета Цинциннати (1958). В 1963 году получил почётную степень в Афинском университете. Удостоен Медали Кеньона от Британской академии (1963) и Wilbur Cross Medal (1967). В 1965 году Блеген стал первым обладателем Золотой медали Американского археологического института. 